# Onogur-bolgárok

Ősbolgár harcosok és kelet-római ellenfeleik. Részlet II. Baszileiosz X. századi misekönyvéből

Az ősbolgárok – bolgár-törököknek, hun-bolgároknak, onogur-bolgároknak, onoguroknak stb. is nevezik őket – eredetileg a kelet-európai puszta lakói voltak. A török nyelvű népek körébe, a hun szövetség kötelékébe tartoztak, annak onogur (rövidebben ogur) nevű ágazatába. A ősbolgár népesség részben török, részben szkíta, közelebbről ászi eredetű volt.
Egy névtelen római szerző a 354. év naptárának kivonatában Ziezi nevű törzset vagy népet említ: „Ziezi ex quo vulgares” (Ziezi a vulgárok közül), s a vulgares nevet többen a ősbolgárokra vonatkoztatják.
Bizánci forrásokban a bolgár (boulgaroi: βουλγαροι) név első ízben a 482. évben jelent meg. A bolgárok birodalma kezdetben a Kubány folyó vidékétől a Dnyeper tájáig terjedt. Bizánc hamarosan hittérítőket küldött hozzájuk, és az 544. év táján a Szentírást is lefordították nyelvükre. (E mű egyetlen példánya sem maradt fenn az utókor számára.) A 6. század közepe táján, a szabarok csatlakozása nyomán a bolgárok birodalma kettészakadt. Keleti részét öt törzs uralta (utrigurok: outigoroi, outigouroi, besgur), a nyugatit hat (kutrigurok: koutigouroi, koutourgouroi, koutrigsuroi, altiagir).
A kutrigurok az 560. év táján az avarok igája alá jutottak, az utrigurok birtokait pedig a terjeszkedő Türk Birodalom kebelezte be az 568. évben. Kuvrat a 630. év táján újra egyesítette a ősbolgár törzseket, és a kelet-európai pusztán megalakította a bolgárok első birodalmát, melyet Onogur-bolgár Birodalomnak, Onoguriának vagy Régi Nagy Bulgáriának is neveznek.
Néhány évvel Kuvrat halála után, a 668. év táján a kazárok bekebelezték a bolgárok birtokait. A ősbolgárok egy része helyben maradt, és a kazárokhoz csatlakozott. Más részük a Volga mentén megalakította Volgai Bolgárországot, megint más részük Aszparuh vezetésével átkelt a Dunán, és a Keleti-Balkánon létrehozta az első dunai bolgár birodalmat.

## A bolgár és az onogur szó magyarázata
A bolgár név feltehetően a török bulğa – összekever, összeráz jelentésű igéből –, valamint ennek egyik változatából, a lázadás, zűrzavar jelentésű bulgak szóból ered. E szavakat általában felkelők értelemben szokás használni.
Az on ogur szókapcsolat tíz ogurt jelent a török nyelvekben. A kifejezés tartalma pedig: tíz ogur (nép) ága, ágazata. A közép-ázsiai, illetve kelet-európai török–szkíta népesség tíz népből álló szövetségbe tömörült, s ezen köteléket nevezték tíz ogur nép ágának, azaz onogurnak.
Elterjedt, de nyelvészetileg megcáfolt nézet szerint – az ótörökben, állítólag, nem mehetett végbe egy oq > ogur (oguz) átalakulás – az ogur kifejezés az ótörök oq, azaz nyíl szó származéka lenne, és a nyíl a „nép” jelentést képviselné. Peter Benjamin Golden történész szerint valószínűbb, hogy az oguz (úz), illetve ogur kifejezés az ótörök (oguš) ág, ágazat, atyafiság, rokonság szóra megy vissza.
A törökös népek gyakran ama szám szerint nevezték meg magukat, illetve szövetségüket, ahány törzset, illetve népet fogott össze társulásuk. A tokuz oguznak nevezett ágazat kilenc, az onogur ág pedig tíz nép szövetsége volt. A besgurok, avagy utrigurok neve öt ogur, az altiagirok, avagy kutrigurok neve pedig hat ogur jelentésű. A számneveket a szóban forgó nevek első – a történetírók, kéziratmásolók stb. által gyakorta elferdített – eleme képviseli: tokuz (kilenc), on (tíz), bes és ut (öt), alti és kut (hat). Az ut (öt), illetve kut (hat) szóra Sebestyén Gyula munkája ad magyarázatot. A szövetségek, illetve népek törökös neve – mondja Róna-Tas András – nem jelenti azt, hogy a köteléket kizárólag török nyelvű népek alkották.
Egy Zakharias rétor munkájához csatolt szír forrás (Pseudo-Zakharias) az 555. évben külön említ onogurokat és ősbolgárokat, más források viszont onogurokról, vagy onogur-bolgárokról beszélnek. A mondottak – feltételezik történészeink – azt is jelenthetik, hogy az onogur szövetség feje a bolgár nevű törzs (vagy nép) volt. Az ó- és a középkor történetírói, mindazonáltal, aligha voltak tisztában a különböző elnevezések tartalmával. Vagyis nemigen tudták, és nem is igyekeztek tisztázni, hogy az általuk feljegyzett nevek szövetséget, népet vagy törzset jelölnek-e.
Joszip ben Aaron, kazár uralkodó (kb. 960.) így ír az onogur szövetségről Joszip ben Gorionnak címzett levelében (a rabbi afelől érdeklődött, vajon a kazárok zsidók-e vagy sem):
„Kérdeztél minket még levélben is. Milyen népből, milyen családból és milyen törzsből valók vagytok. Tudd meg, hogy Jáfettől származunk, annak fia, Tógarma révén. Őseim nyilvántartásában azt találtam, hogy Tógarmának tíz fia volt: Agiôr, Tirôsz, Avôr, Ugin, Bizel, Tarna, Kazar, Zagur, Balgôr, Szavvir. Mi Kazartól származunk.”
A nevek egy része a másolási stb. hibák miatt biztosan nem azonosítható, illetve olyan népeket jelölhet, melyek eltűntek a történelem színpadáról, más népekhez csatlakoztak stb. Kétség nélkül felismerhető azonban e jegyzékben az avarok (avor), a kazárok (kazar), a ősbolgárok (balgor) és a szabarok (szavvir) neve.
Joszip ben Gorion (Pseudo Josephus) e levél alapján – kiegészítvén tartalmát saját ismereteivel – feljegyzést készített, mely héber és arab másolatban is fennmaradt. A héber szöveg fordítása így hangzik:
„Togármah 10 családból áll, melyektől származtak: Kuzar és Páczinak és Álikánosz és Bulgár és Rágbína és Turkí és Búz és Zábúk és Ungrí és Tílmecz. Mindezek éjszakon laknak és országaik nevök (t. i. e népek nevei) szerint neveztetnek el. És ők Hetel azaz Átel folyói mellett laknak; csak Ungár, Bulgár és Páczinak laknak a nagy folyó mellett, melynek neve Dubni.”
A felsorolt népnevek között kétség nélkül felismerhető a kazárok (kuzar), a besenyők (páczinak), az ászik, avagy alánok (álikánosz), a ősbolgárok (bulgár), a varégok (rágbína), a türkök (turkí), az úzok, avagy kunok (búz), a szabarok (zábúk), a magyarok (ungrí), a talmácsok (tílmecz: a besenyők egyik törzse).
Valószínűleg forrásaink egyike sem adja vissza pontosan a történelmi valóságot. A varégok (e helyen a vikingek által megszervezett kelet-európai szlávok) például aligha tartoztak az onogurok kötelékébe.
Örmény történetírók, Łazar Pʿarpecʿi (Lazarus Parphensis) és Ełišē (Elisaeus) – előbbi feljegyzése megkülönbözteti a hunokat, a kusánokat (itt kidariták, avagy avarok) és a heftalitákat – a perzsa–avar háborúk kapcsán először adtak hírt az onogurokról (khailandur: xailandur): Uralkodásának 16. esztendejében (453.) II. Jazdagird újra megszállta a kusánok (avarok) földjét Neisápurból. Bel, xailandur herceg lázadásának köszönhetően legyőzték. E tudósítás szerint a hunok szövetségének onogur ágazata Jazdagird uralkodásának idején, s alighanem már korábban is létezett.
Az onogur név forrásainkban elferdített alakban – onogundur, vanandur stb. – is szerepel. Az onogur névből származik a ősbolgárok régi magyar neve, a nándor, melyet a magyar határon lévő végváruk, Nándorfehérvár neve őrzött meg. Az onogur név másik, későbbi alakja a vlendor.
A kelet-európai ősbolgár népet azért nevezik onogur-bolgároknak (kötelékükre utalva), „ősbolgároknak” (ősibb mivoltukra hivatkozva) stb. is, hogy megkülönböztessék őket a mai bolgároktól.

## Az onogurok régi forrásokban
Sevillai Szent Izidor (560–636.), ókeresztény író Etymologiarium sive originum című művének fennmaradt másolataiban az onogur név ugn, ung, ugri, illetve ungri néven szerepel, a másoló olvasatától függően.
„Hugnos antea Hunnos vocatos, postremo a rege suo Avares appellatos, qui prius in ultima Maeotide inter glacialem Tanaim et Massagetarum inmanes populos habitaverunt. Deinde pernicibus equis Caucasi rupibus, feras gentes Alexandri claustra cohibente, eruperunt, et orientem viginti annis tenuerunt captivum, et ab Aegyptiis atque Aethiopibus annuum vectigal exegerunt.”A hugnok korábban hunnoknak neveztettek, végül királyuk szerint avaroknak szólíttattak, kik először a távoli Maeotisznál, a jeges Tanaisz, és a masszagéták vad népe között laktak. Aztán gyors lovaikkal előtörtek a Kaukázus sziklái közül, ahol Nagy Sándor kapuja visszatartja a kegyetlen nemzeteket, és húsz évig tartották fogságban keletet, és évjáradékot követeltek az egyiptomiaktól és az etiópoktól.
A jeles püspök leírásának legtöbb részlete igazodni látszik a történelmi valósághoz. Az avarok (az 5. század végétől) valóban a hun szövetség részesei, azaz „hunok” voltak, s a szövetség onogur ágához tartoztak. Alighanem utóbbira hivatkozik a hugnos kifejezés. A „jeges Tanaiszon” túl, Közép-Ázsiában laktak, a szövetségük neve nyomán masszagétáknak is nevezett ászik szomszédságában. A türkök hódításai nyomán, az 554–555. évben nagyobb részük Kelet-Európába költözött, s rövid időre a Kaukázus vidékén (a „távoli Maeotisznál”) telepedett le.
Szent Izidor leírása szerint nem a Volgán keltek át, hanem a Kaszpi-tengert délről megkerülve, a Nagy Sándor kapujának is nevezett Derbenti-szoroson át jutottak a kelet-európai pusztára. Avar nevű királyukról nincsen tudomásunk; alkalmasint a szkíták egyik istenségéről (görögösen Api: Απι) nevezték el magukat. Az egyiptomiakról és etiópokról szóló tudósítást – bár hasonló elemek, a „szkítákkal” kapcsolatban, más forrásokban, pl. Marcus Iunianus Iustinus munkájában is visszaköszönnek – szintén nem lehet bizonyítani.

## Történetük

### A kelet-európai pusztán

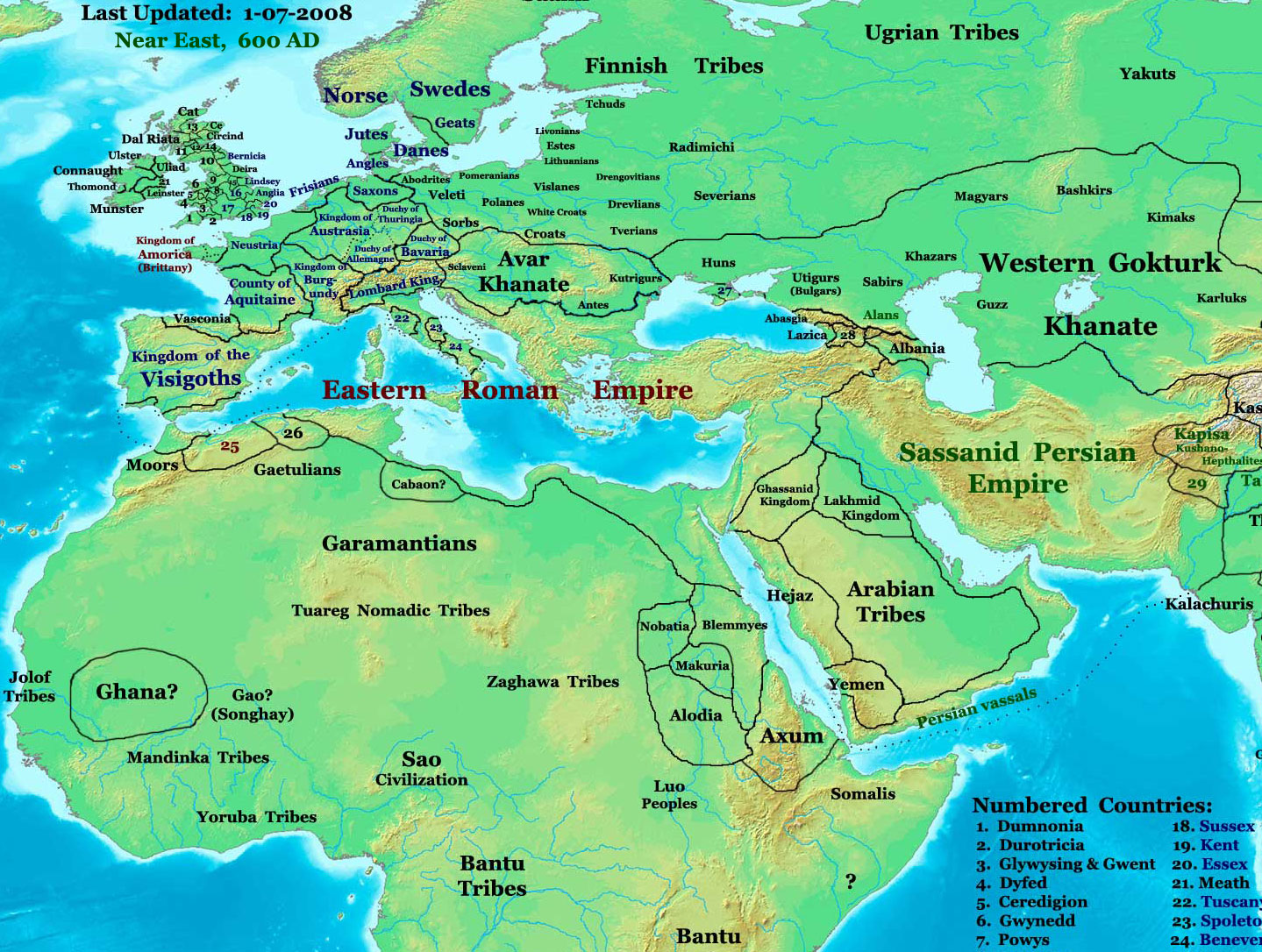
Török–szkíta népek (ősbolgárok, szabarok, kazárok) a kelet-európai pusztán a 600. év táján

Az onogur-bolgárok ősei részben európai, részben ázsiai eredetűek voltak.
A Belső-Ázsiából kirajzó török népek a 4. század közepén leigázták a közép-ázsiai szkíta ászikat, és velük egybevegyülve a kelet-európai pusztán élő ászi és germán csoportokra törtek. Egy részüket elűzték lakóhelyükről, más részüket uralmuk alá hajtották, s ezekkel egyesülve Délkelet- és Közép-Európát fenyegették. A hsziungnuknak, hunoknak is nevezett törökök, valamint a szkíták és a germánok összekovácsolódtak, és ekképpen született meg az európai hunoknak nevezett alakulat.
A nyugat felé terjeszkedő hunok Délkelet- és Közép-Európát fenyegették. Mintegy két emberöltő múltán, Attila halálával, azonban hatalmuk megrendült, hűbéres népeik egy része, elsősorban a germánok fellázadtak és elszakadtak tőlük. A hunoknak nevezett kötelék maradékai azután szétszóródtak Délkelet-Európában, illetve visszatértek a kelet-európai pusztára. E kelet-európai török–szkíta népességet nevezték később bolgárnak. Nevük (vulgares, boulgaroi) első ízben a 4., illetve az 5. században jelent meg forrásainkban.
Nevezettek az 5. század végén (talán a 480., a 486. vagy a 488. évben) Zénón, bizánci császár szövetségeseként az keleti gótok ellen harcoltak. A 493. évtől kezdve gyakran megtámadták a Bizánci Birodalom nyugati határait. Később is többször megpróbáltak betörni a birodalom területére.
A haladzsok, avagy heftaliták költözése az 5. század közepén újabb népmozgást indított el keletről nyugat felé. Nevezettek kezdetben Belső-Ázsia pusztáin éltek, s a 456. évben jelentek meg Közép-Ázsiában. Harcba keveredtek az avarokkal, kik e küzdelmek kapcsán elűzték lakóhelyükről a szabarokat. Utóbbiak a Keleti-Kaukázus vidékén telepedtek le, kimozdítván onnan az ott lakó török–szkíta népességet.
E népmozgásról, illetve az onogurok (ogurok) ágazatának népeiről – csak a szarogurokat említi név szerint – a legkorábbi európai híradás Priszkosz rétor beszámolója. Tudósítónk szerint a 463. évben a szaragurok, az urogok (ogurok) és az onogurok követséget küldtek a bizánci udvarhoz.
Az 555. évben egy Zakharias rétor munkájához csatolt szír forrás következőképpen sorolja fel a kelet-európai pusztán, a Kaukázustól északra élő nomád „népeket”: onogur (onogurok), ogur (ogurok), szabar (szabarok), burgar vagy bulgar (ősbolgárok), kurturgur (kutrigurok), abar (avarok), kaszar (kazárok), sarurgur (szaragurok), dirmir (egyesek szerint itimarok), bagirszik (barszilok, avagy bercelek), kvaliz (kálizok), abdel (heftaliták), eftalijt (heftaliták]).
Pseudo-Zakharias arámi nyelvű szövege a szóban forgó nevek – wngr (unogor), wgr (ugor), sbr (szabar), bwrgr (burgar), kwrtrgr (kurtorgor), br (abar), ksr (kaszar), dyrmyr (dyrmyr), srwrgwr (szarurgur), bgrsyq (bagarszyk), kwls (kulasz), bdl (abdel), ftlyt (eftalyt) – többféle hangzósítását is megengedi.
A 6. század közepén kínai források a nyugati türkökkel kapcsolatban megemlítik az alánokat, avagy ászikat is.
Róna-Tas András szerint A 6. században a ősbolgárok talán a Kubány vidékén, a 7. század elejétől azonban már biztosan a Dnyeper környékén éltek. Állításának ellentmondanak a tények, a bolgárnak nevezett nép ugyanis kezdettől fogva a Kubány és a Dnyeper, illetve később az Al-Duna közötti pusztát birtokolta.
A 6. század közepe táján, a szabarok csatlakozása nyomán a bolgárok birodalma kettészakadt. Keleti részét öt törzs uralta (utrigurok: outigoroi, outigouroi, besgur), a nyugatit hat (kutrigurok: koutigouroi, koutourgouroi, koutrigsuroi, altiagir).
A kutrigurok az 560. év táján az avarok igája alá jutottak, az utrigurok birtokait pedig a terjeszkedő Türk Birodalom kebelezte be az 568. évben.

### Régi Nagy Bulgária megalapítása

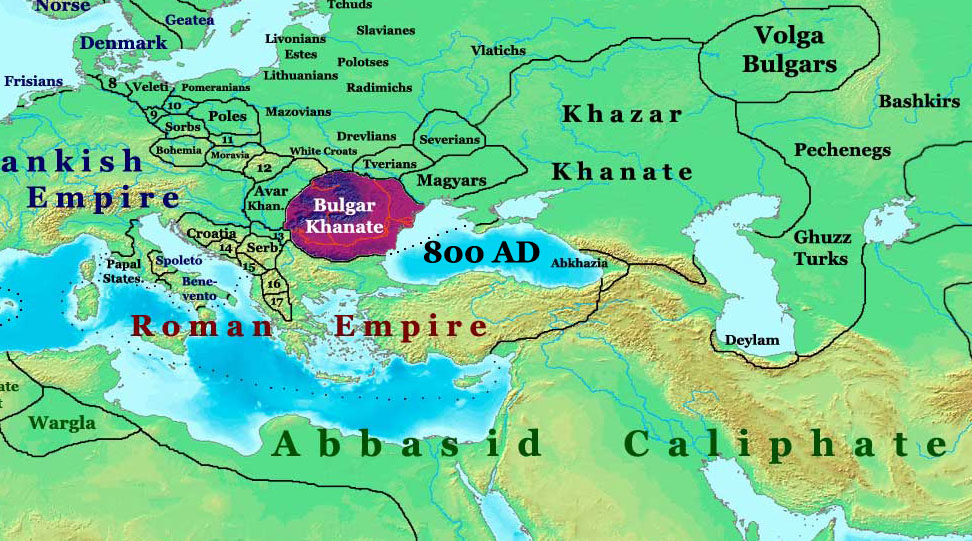
Az Első dunai bolgár birodalom, valamint szomszédai 800 körül

A Türk Birodalom a 630. évben összeomlott, s a ősbolgárok keleti szárnya, az utrigurok megszabadultak a türkök igájától. A Dulo nemzetséghez tartozó Kuvrat (Kubrat) – valószínűleg ugyanazon személy, kit at-Tabari, arab krónikaíró Sahriar néven említ – elszakította a kutrigurokat az avaroktól, egyesítette a ősbolgárok keleti és nyugati szárnyát, és megalapította a ősbolgárok első önálló államát. Bizánci forrásokban e birodalom Nagy Bulgária, Onoguria stb. néven szerepel.
A birodalmat nyugatról a Duna, délről a Fekete- és az Azovi-tenger, keletről a Kubány, északról a Donyec határolta. Szakemberek úgy gondolják, a ősbolgárok országának fővárosa a Tamany-félszigeten alapított Phanagoria lehetett. Régészeti bizonyítékok azonban arra utalnak, hogy a város lakossága csak Kuvrat halála, illetve országának szétesése után lett túlnyomóan török nyelvű.

### A ősbolgárok szétrajzása
A történelmi mese szerint Kuvrat magához hívatta halálos ágyánál fiait, és arra kérte őket, vigyenek neki nyilakat. Ezeket összefogta, és átnyújtotta legidősebb fiának, Batbajánnak, hogy törje el azokat. Baján nem boldogult a vesszők kötegével, és utána a többi fiú is elbukott a próbán. Ezután Kuvrat elválasztotta az összefogott vesszőket, és a gyengébbik kezével, egyesével törte szét ezeket. Ezután a következő, szállóigévé vált, a bolgár címeren is szereplő szavakat mondta: „Egységben az erő.” E történet ókori közhely, Plutarkhosz munkájában is szerepel a királyi szkítákkal, illetve Szkülurosz nevű királyukkal és fiaival kapcsolatban. Ezen kívül felbukkan Attila, Dzsingisz kán, Timur Lenk stb. mesés történeteiben, valamint a kínai és a japán hősmondákban is.
I. Niképhorosz, bizánci császár feljegyzései szerint Kuvrat fiai nem szívlelték meg e szavakat, s kevéssel Kuvrat halála (665.) után a belső viszály, illetve a kazárok terjeszkedése miatt Régi Nagy Bulgária szétesett.
Kuvrat idősebbik fia, Batbaján (Baján vagy Boján) helyben maradt, elismerte a kazárok fennhatóságát. A kazárok birodalmába beolvadt ősbolgárok, hűbéruraikkal együtt, a 830. év táján a judaizmus hívei lettek. Az oroszországi Kabardino-Balkáriában élő balkárok a ősbolgárok leszármazottai. Alánia bukása után e ősbolgár népességhez ászik is csatlakoztak.
A ősbolgárok keleti szárnya – fejedelmük hagyomány szerint Kuvrat második fia, Kotrag – a 750. év táján az Urál hegység, illetve a Volga vidékére költözött, és megalapította Volgai Bolgárországot. A mai Tatárföld és Csuvasföld köztársaság, lakosságukat tekintve, részben e ősbolgár csoport, részben szabarok, ászik (eszkilek) stb. utódai.
A harmadik ősbolgár csoport, melyet Kuvrat legkisebb fia, Aszparuh vezetett, nyugatra költözött, és először a mai Besszarábia déli részét foglalta el. Miután a 680. évben sikeres háborút vívtak Bizánccal, az Al-Dunánál, a mai Dobrudzsában telepedtek le. Később elfoglalták Moesia Superior tartományt, s a 681. évben a Bizánccal, illetve IV. Kónsztantinosz császárral kötött szerződés megerősítette őket birtokaikban. Ezen évet tekintik az Első dunai bolgár birodalom, illetve a mai Bulgária alapítási évének. (Lásd Bulgária történelme). Hatalmuk csúcspontján a dunai ősbolgárok nem csupán a Keleti-Balkánt tartották ellenőrzésük alatt, hanem például a Kárpát-medence egy részét is. Az avarok birodalmának széthullása után az Alsó-Tisza vidékét és a Maros völgyét is birtokba vették.
A negyedik ősbolgár csoport – fejedelmük Kuver – a 677. évben az avarok országában telepedett le. A kettős honfoglalás elmélete szerint ők képviselték a magyar honfoglalók első csoportját. A Szerémségben letelepedett ősbolgárok 685. körül fellázadtak avar uraik ellen, menekülniük kellett, s egy balkáni kitérő után végül a dunai ősbolgárok országába nyertek bebocsátást.
Az ötödik ősbolgár csoport – már Kuvrat életében elszakadtak Régi Nagy Bulgáriától –, a 631. évben összeütközésbe került az avarokkal. Egy részük a frankoknál keresett oltalmat, I. Dagobert király azonban orvul leölette őket. Másik részük 662. körül, az avarok országából kiűzetvén, Alcek vezetésével előbb a vendek birtokain, azután (665. táján) Ravenna környékén szerzett magának lakóhelyet. Később a mai Molise és Campania környékén telepedtek le.

## A Hölbling-elmélet onogur-bolgárjai
A Hölbling-elméletben fontos szerepet játszanak az onogur-bolgárok. Az elmélet a magyar honfoglalókat (1) egy türk magyar hódító és (2) egy onogur-bolgár visszatérő komponensre tagolja.
A honfoglalók onogur-bolgár komponensét a Kárpát-medencei Avaria kései (ősbolgár) periódusából származtatja és a griffes-indás néppel azonosítja. E nép az avar kaganátusból Hungáriát akart csinálni, ám az emiatt kirobbant polgárháború következtében (az avarok frank segítséggel győzték le őket) ismét a sztyeppén találta magát (ez az onogur-bolgár gyökere Csaba királyfi legendájának), ahol kényszerűségből a kazárok fennhatósága alá került és megkapta a Kijevtől délre eső határőrtartományok katonai kormányzásának feladatát. Ezt a népet nevezték hungárnak, hungárusnak, fekete kunnak (fekete hunnak) és szavarti aszfalinak, s ennek volt 7 vajdája, melyből a legelőkelőbb Ed volt, a lebedi vajda (tévesen Levedi törzsfő). Ezek feladata volt a szláv települések védelme is, így mikor a türk magyarok Kijevre támadtak, a vajdák a magyarok ellen vonultak. Miután azonban vereséget szenvedtek, behódoltak a magyaroknak, akiket arra kértek, hogy hódítsák meg (vissza) Hungáriát. A vérszerződés is a türk magyarok és az onogur-bolgár hungárusok között köttetett, hiszen azonos etnikumok esetén nincs értelme vérszövetséget kötni.
Ezzel kezdődött a magyar honfoglalás eseménysora. A magyar krónikák által elbeszélt második hun bejövetel valójában a hungárusok honfoglalás-története, míg az anonymusi nagy hódítás a türk magyarok honfoglalás-története. A Hölbling-elmélet krónikatörténete pedig bemutatja, miként olvadt eggyé a két nép őstörténete a magyar krónikás hagyományban.

## Népesség és nyelv

### Népesség
Genetikai és antropológiai kutatások kimutatták, hogy a történelem folyamán a sztyeppéken kialakult konföderációk nemzetiségileg nem voltak homogének. Sokkal inkább olyan országok voltak, ahol a népcsoportok keveredtek. Ilyen népcsoport volt többek között a türkök, az ugorok és a keleti iráni népek. Ez igaz lehetett az bolgár-törökök esetében is. A dobrudzsai, krím-félszigeti és az ukrán sztyeppéken megvizsgált nekropoliszok maradványai antropológiai szempontból arra utalnak, hogy az bolgár-törökök magas termetű, a kaukázusi rasszba tartozó nép volt, s kis számban voltak mongoloid jellemzőik is, a koponyájuk pedig megváltoztatta eredetileg jellemző kerek formáját. Ezek a megállapítások összhangban vannak egy olyan modellel, mely szerint a közép-ázsiai és északnyugat-mongóliai Altaj-Szaján régióból származó türk nyelveket a Kaukázusban élők viszonylag kis genetikai keveredéssel vették át. Ez az elit által dominált nyelveltolódás egyik példája. Ezen felül közép-ázsiai csontvázmaradványokat is elemeztek, melyek az i.e. 15. és az i. sz. 5. század időszakból maradtak meg. A keleti és nyugati eurázsiai családfák elhelyezkedése összhangban van az antropológiai adatokkal. Az i. e. 13.–7. század előtti összes lelet az európai népcsoporthoz tartozik, míg ezt követően az előbbivel együtt élő kelet-ázsiai részt is találtak.
Történelmi nézőpontból úgy gondolják, a mai csuvasok és bolgárok a bolgár-törökök leszármazottai. Azonban DNS-adataik alapján mindkét népnek eltér a genetikai állománya. A csuvasok genetikai állománya részben kelet-európai, részben mediterrán eredetű (valószínűleg a Kaukázusból jöttek), míg a bolgárok genetikai állománya klasszikus mediterrán szerkezetű. Ők a Balkán-félszigetről jöhettek. Lehet, hogy a két területre csak kis mértékű kulturális és genetikai változást hoztak, és nem módosították a helyi lakosság genetikai hátterét.
A megkérdőjelezett hitelességű, orosz nyelven írt Dzsagfar tarihi (Cäğfär taríxı) című dokumentum saját magáról azt állítja, hogy számos, XIII-XVII. századi volgai tatár évkönyvrészletet tartalmaz. 1993-bán egy volgai tatár szerkesztő – Fargat Nurutdinov – állította össze. A Dzsagfar tarihi a volga bolgár történelem nagyon részletes leírását nyújtja. Többek között azt írja, hogy a ősbolgár számos türk népek és eltürkösített törzsek összeolvadásából alakult ki.

### Nyelv
A bolgár-török nyelv a kazárral és a csuvassal együtt a türk nyelvcsalád ogur ágához tartozik. Többek között az támasztja alá ezt az állítást, hogy néhány kőben és más dokumentumokban bolgár-türk feliratokat találtak. (Ezek jellemzően katonai és hiearchiát jelző szavak voltak, mint például a tarkan, a bagatur és talán a kán). A jelek szerint az ősbolgárok a kínaihoz hasonló naptárt használtak, melyen 12 éves ciklusok voltak. Ezeken a mongolokéhoz is hasonlító naptárakon a neveket és a számokat a türkökéhez hasonlóan kellett kiolvasni. Legfőbb istenüket talán Tangra volt, akit a türk népek széles körben ismertek; hol Tengri, hol pedig Tura néven. Néhányan kimutattak több ősbolgár eredetű szót a szláv óbolgár nyelvben, s a bolgár-türk egy az orkhon íráshoz hasonló ábécét használtak, melyet máig még nem sikerült megfejteni. Szerencsére a ősbolgár feljegyzéseiket néha görög vagy ciril betűkkel, leggyakrabban görögül írták, így a tudósok néhány szót meg tudtak már fejteni.
Egy másik elmélet szerint a ősbolgárok nem a csuvasokhoz, hanem sokkal inkább a kazáni tatár nyelvhez hasonlóan a kipcsak nyelvekhez tartozik. Iván Sismanov bolgár tudós 1900 környékén gondolta ezt ki, és a modernkori ősbulgarizmust támogató tatár nyelvész, Mirfatih Zakiev is ezen az állásponton van.

## Műveltség
Az ukrán sztyeppéken talált régészeti leletek szerint a korai bolgár-törököknek jellegzetes közép-ázsiai nomád lovas kultúrájuk volt. Elsősorban nomád pásztornép volt, akik a lelegelhető területeket keresve vándoroltak, de eközben gabonát – búzát és árpát – is termesztettek. A bolgár-törökök képzett kovácsok, kőművesek és ácsok voltak. A 8. századtól kezdve elkezdtek gyorsan letelepedni.
„További, a dunai sztyeppék népeihez fűző kulturális jellemző a bolgár fővárosának, Pliszkának a belső elrendezése. Ezt 681-ben a Balkán-hegységtől kicsivel északabbra alapították -mai Dobrudzsan, nem messze Várnától. A nagy területet földsánc, bástya vette körbe, az uralkodó lakóhelye és az őt kiszolgáló létesítmények a vár középső részében koncentrálódtak. Sokkal inkább úgy festett, hogy egy sztyeppei téli táborhelyet alakítottak át állandó várossá, semmint egy tipikus római balkáni lett volna.”

### Társadalmi rendszer
A bolgár-törököknek jól kifejlesztett klán rendszerük volt, s örökletes rendszerben kerültek ki az uralkodók. A katonai parancsnokok rangja bojár volt. A nemesség tovább oszlott alsó és felső bojárokra. Az utóbbi tagjai alkották a Nagy Bojárok Tanácsát, ami a törzs fontosabb kérdéseiben hozta meg a döntéseket. Az ülést a kán (a király) vezette. Számuk hat és tizenkettő között mozgott. Valószínűleg a tanács tagja volt a bojla és a kevkán, a kán helyettese, a kán után a legbefolyásosabb vezetők. Ezek a címek beosztások voltak, s nem lehetett ezeket örökölni. A bojár lehetett belső és külső bojár. Valószínűleg attól függött a megkülönböztetés, hogy hol van a bojár székhelye – a fővárosban vagy azon kívül. A trónörökös címe kanartikin volt. Ás, a királyi poszthoz nem kapcsolódó, a ősbolgárok által használt cím volt még a bojla tarkan (talán a kán második legidősebb fia), a kana bojla kolobur (főpap), boritarkan (a város polgármestere).
A korai bolgár-török vezetők kán címe a kőfeliratokban fennmaradt kanasubigi egy rövidített alakja. A történészek úgy gondolják, hogy ebben a feliratban a kán szó régi, archaikus változata, a kana szerepel, és a többi bizonyíték azt támasztja alá, hogy ezt a címet Bulgáriában valóban használták. Például Pagán Niképhorosz úgynevezett Beviáriumában Καμπαγάνος (Kampaganosz)-ként szerepel, mint a Pagán kán kifejezés fordítása. A kanasubigi kifejezés fordítására adott lehetséges megoldások, mint az egész fordítása megtalálható a helyreállított türk *sü begi kifejezés jelentését visszaadó „seregek vezére”, és sokkal gyakoribb javaslat az indoeurópai *su- és baga- részek alapján létrehozott Istentől származó vezető. Erre példa a *su-baga ( a görög ὁ ἐκ Θεοῦ ἄρχων, ho ek Theou archon kifejezés részlete, mely a bolgár-törököknél gyakori feliratnak számított.) Ez a méltóság egészen addig használatban volt, míg fel nem vették a kereszténységet. Az, hogy néhány bolgár-török felirat eleinte görögül, majd később óegyházi szláv nyelven jelent meg, összhangban van azzal is, hogy a bolgár-törökök uralkodói hol arkhónnak, hol pedig a szlávok által használt knyáznak szólíttatták magukat.

### Vallás
Nagyon keveset lehet tudni a bolgár-törökök vallásáról. Úgy gondolják, monoteisták lehettek. A pogány dunai ősbolgároknál megtalált görög nyelvű feliratok általában a görög θεός ('isten') szót egyes számban használja, és nem áll mögötte vagy előtte tulajdonnév. Ezekben a szövegekben a bolgár-török uralkodók magukat „Istentől való vezéreknek” nevezik, és a felsőbbség csalhatatlanságára és igazságosságára hivatkoznak. A 837-ből Filippiből származó perzsa írásban ez maradt fenn:

Mikor valaki az igazat keresi, Isten [ezt] látja. És mikor valaki hazudik, Isten [ezt] látja. A bolgárök sok jót tettek a kereszténységnek [a bizánciaknak,] és a keresztények [ezt] mégis elfelejtették. Isten mégis mindent lát.

Általában el szokták fogadni, hogy az itt szóban forgó isten a türk égisten, Tengri. Valójában a név Bulgária tekintetében számos alkalommal előkerül. Egy késői türk kézirat a legfelső istenség neveit számos nyelven feltünteti, ahol a ősbolgár nyelvnél a Tangra áll. A másik hely a nagymértékben megrongálódott görög nyelvű felirat egy feltételezett oltárkövön Madara közelében, melyről Veszelin Besevliev óvatosan a következőt olvasta ki: „Omu(rtag) (Istentől való) uralkodó, ... és feláldozta Tangra istennek ... (ezután bolgár-török címek következnek).” Ezen felül Besevliev úgy sejtette, a dunai ősbolgárok gyakran használt ıYı rúnajel Tangra helyett áll, mivel a kereszténységre történt áttérést követően ez a jel eltűnt.
Más bizonyítékdarabok arra utalnak, hogy a bolgár-törökök által imádott Tengri/Tangra neve a volgai bolgár-törökök leszármazottainak tekintett csuvasoknál Tură. Őt általánosan elfogadottan a türk Tengrivel azonosítják. Mindazonáltal a csuvasok mai vallása jelentősen eltér a tengrizmustól, és a politeizmus egy helyi formájaként jellemezhető, mely néhány részletet átemelt az iszlámból.
A Dagesztán északi részén fekvő, általában a hunok királyságaként emlegetett Varacsánnak M. I. Artamnonov orosz történész szerint bolgár-török nemzetiségre utaló jellemzői vannak, s Tengri kánt imádták, akit a perzsák Aszpandiátnak neveztek. A kultiszba beletartozott a lovak imádata és a fák mélységes tisztelete.
Több jel is arra utal, hogy a bolgár-törökök az iráni vallás egyes elemeit is átvették. D. Dimitrov történész szerint a varasán környékén tapasztalt kultusz egyes elemei iráni hatásra utalnak. A bolgár-török szentélyek kialakítása olyan, mint a zarathustrai tűztemplomok elrendezése. Érvelése szerint ilyen típusú – két, egymásba épített, a nyári napfelkelte irányába mutató kövekből kirakott négyzet – szentélyeket találtak Pliszkában, Preslavban, Madaránál is. A vallási funkciót megerősíti, hogy a későbbi időkben ezek nagy hányadát átalakították keresztény templomokká.
Miután 865-ben I. Borisz felvette a kereszténységet, a pogány vallás eltűnt az Első Bolgár Birodalom területéről. (A volgai bolgár-törököknél a vallás végét a 10. században az iszlám felvétele jelentette.)

## Fordítás
- Ez a szócikk részben vagy egészben  a   Bulgars című angol Wikipédia-szócikk ezen változatának fordításán alapul.  Az eredeti cikk szerkesztőit annak laptörténete sorolja fel. Ez a jelzés csupán a megfogalmazás eredetét és a szerzői jogokat jelzi, nem szolgál a cikkben szereplő információk forrásmegjelöléseként.